# Леду, Скотт
Алан Cкотт Леду (англ. Alan Scott Ledoux, более известный как Скотт Леду; 7 января 1949 — 11 августа 2011) — американский боксёр-профессионал, выступавший в тяжёлой весовой категории. Прославился конкурентными боями со звёздами профессионального бокса 1970—1980-х годов. Неоднократно занимал высокие позиции в рейтингах. Бывший претендент на звание чемпиона мира по версии WBC. Известен прозвищем «Боевой француз» (англ. «Fighting Frenchman») и мощным джебом.

## Биография
Скотт Леду родился 7 января 1949 года в городе Кросби-Айронтон, штат Миннесота. Детство и юность провел в сельской местности, где родители занимались фермерством. Родители отправили Скотта в школу на несколько лет раньше сверстников. Обладая астеническим телосложением и невысоким ростом, будучи самым младшим учеником Леду на протяжении большей части своих школьных лет подвергался физическим нападкам со стороны одноклассников и других учеников и нередко участвовал в разрешении конфликтных ситуаций с учениками посредством драк.
Нападки прекратились после того, как Леду ближе к окончанию школы занялся спортом, благодаря чему приобрел атлетическое телосложение и заметно вырос. Скотт посещал школу «Crosby Ironton High School», которую окончил в 1966 году. Обучаясь в средних классах, Леду входил в школьные команды по бейсболу, баскетболу и американскому футболу, где он добился выдающихся результатов. В год окончания средней школы его команда добилась значительных результатов в ежегодном межшкольном чемпионате по американскому футболу в штате Миннесота, а Леду был признан лучшим игроком. Его выдающиеся результаты вскоре позволили ему получить футбольную стипендию в Миннесотском Университете, расположенном в городах Миннеаполис и Сент-Пол, самых крупных городах штата Миннесота. Скотт переехал в Миннеаполис в 1966 году, где вскоре начал выступать в основном составе команды университета по американскому футболу. В 1967 году он при содействии друга впервые начал заниматься боксом.
Показав выдающиеся результаты в качестве боксера, в 1968 году Леду принимал участие в местном турнире «Золотые перчатки», где завоевал титул чемпиона Верхнего Среднего Запада в тяжелом весе. Однако из-за чрезмерного увлечения спортом Скотт быстро потерял интерес к учебе, вследствие чего в 1969 году по причине неуспеваемости и хронических прогулов он бросил учебное заведение, женился и принял решение завербоваться в армию США, которая в то время велу войну во Вьетнаме. Скотт Леду во Вьетнам не попал. Он проходил службу в качестве специалиста по физической подготовке на территории военной базы Форт-Ли, расположенной в округе Принс-Джордж, штат Виргиния, где продолжал заниматься боксом. В 1973 году Скотт снова одержал победу в турнире Золотые перчатки и снова завоевал титул чемпиона Верхнего Среднего Запада в супертяжелом весе, после чего покинул ряды армии США и решил заняться профессиональной карьерой в боксе.

## Профессиональная карьера

#### 1974—1980
Первым профессиональный бой Скотта Леду состоялся 4 февраля 1974 года. Его первым противником стал дебютант Артур Пуллинс, который был нокаутирован Скоттом в 3-м раунде. В период с марта по июль 1974 года Леду провел еще 5 боев в основном с начинающими боксерами, в которых одержал 5 побед, 4 из которых нокаутом. 13 августа 1974 года Скотт вышел на свой первый 10-раундовый бой против Тома Берри, в активе которого было 15 боев и 10 побед. Леду избивал оппонента на протяжении первых трех раундов, после чего в 4-м раунде Берри отказался от продолжения боя и Скотту была засчитана победа техническим нокаутом в 4-м раунде. В октябре того же года Леду встретился с начинающим боксером Роном Драпером, в активе которого было всего лишь 3 боя. Несмотря на это, он продемонстрировал высокую выносливость и был нокаутирован Леду только лишь в 10-м раунде, заставив Скотта тем самым пройти впервые пройти дистанцию 10-раундового боя. После победы над Драпером, Леду одержал еще три победы над слабыми или начинающими боксерами, после чего вышел на ринг против Ларри Рено, который на тот момент являлся его самым опытным соперником. Рено имел в своем активе 35 боев, в 20 из которых он одержал победы. Несмотря на опыт, Рено был нокаутирован Леду в 6-м раунде.
В марте 1975 года Скотт встретился с малопримечательным Роем Уоллесом, в активе которого 40 боев, 20 из которых он проиграл. В 1-м раунде увлекшись атакой, Леду напоролся на контратаку оппонента и пропустил силовой удар, от последствий которого получил рассечение под глазом. Из-за сильного кровотечения по совету доктора, Леду отказался от продолжения боя, потерпев тем самым первое поражение в карьере техническим нокаутом в 2-м раунде.
23 апреля 1975 года Леду встретился с опытным Родни Бобиком, младшим братом серебряного призёра Летних Олимпийских игр 1972 года Дуэна Бобика. Братья Бобик на тот момент являлись одними из лучших боксеров-тяжеловесов на территории штата Миннесота, благодаря чему бой Леду-Бобик вызвал ажиотаж и внимание общественности на территории штата. Во время боя Леду выбрал правильную тактику в отношении более опытного Родни, благодаря чему ему удалось полностью нейтрализовать оппонента и избивать его весь поединок. По окончании боя, Леду была присуждена победа по очкам с разгромным счетом, после чего Леду приобрел определенную известность.
После боя с Бобиком, Леду в июле того же года нокаутировал малопримечательного Терри Дэниелса, после чего в августе 1975 года вышел на канвас против примечательного Джорджа Джонсона, в послужном списке которого было 52 боя, 27 из которых он проиграл. Несмотря на внушительное количество поражений, Джонсон слыл довольно приличным бойцом. В его активе были бои 3 боя против Джерри Куарри, бои против Джо Фрейзера, Сонни Листона, Джорджа Формана, Джо Багнера и Рона Лайла. В боях против Фрейзера, Куарри и Багнера Джонсон достойно проиграл по очкам. Этот поединок был отмечен скандалом. В бою против Леду Джордж Джонсон продемонстрировал неплохой потенциал и был близок к победе. По окончании 10 раундов судьи отдали победу с небольшим преимуществом Скотту Леду, однако из-за негативной реакции общественности, все судьи вскоре изменили свои оценки, после чего по итогам 10-раундов результатом поединка была объявлена ничья. Часть экспертов посчитали что судьи Скотта Леду «обокрали». Для Джонсона этот поединок стал предпоследним в карьере.
В декабре 1975 года Леду встретился с Роном Стандером, бывшим претендетом на титул чемпиона мира, который проиграл титульный бой Джо Фрейзеру в 1972 году. В бою с более техничным Леду, Стандер ничего не смог противопоставить оппоненту. Поединок продолжался все отведенные 10 раундов, по окончании которых победа единогласным решением судей с разгромным счетом была присуждена Скотту Леду. Одержав победу над Стандером, Леду нокатиуровал Билла Карсона, после чего встретился с техничным Ларри Мидлтоном. Мидлтон имел неплохой послужной список и был известен своей неузарядной выносливостью. В своем активе он имел бои с Роном Лайлом, Оскаром Бонавеной, Дуэном Бобиком, Джерри Куарри, которым он достойно проиграл по очкам. В бою с Леду Мидлтон снова продемонстрировал свою стойкость и выносливость, благодаря чему в конце боя стал доминировать, но для победы этого не хватило. По итогам 10 раундов победа раздельным решением судей была присуждена Скоту Леду. Через месяц после победы над Мидлтоном, в апреле 1974 года Скотт вышел на ринг против небитого на тот момент Дуэна Бобика в бою за титул чемпиона штата Миннесоты в тяжелой весовой категории. Леду ничего не смог противопоставить более техничному Бобику, благодаря чему Дуэн переигрывал соперника в каждом раунде. Бой продолжался все отведенные 10 раундов, по итогам которых победу единогласным решением судей с разгромным счетом одержал Бобик. В июне 1976 года Леду вышел на ринг против небитого Джона Девиса, в послужном списке которого было 27 побед. Скот не смог полностью восстановиться после боя с Бобиком и проиграл поединок Джону Денису по очкам.
Через два месяца после поражения от Дениса, Скот Леду встретился с бывшим чемпионом Джорджем Форманом. Леду выбрал неверную тактику на бой с Форманом. Действуя первым номером, в первом раунде он выкидывал большое количество джебов, которые главном образом приходили по защите Формана. В конце 1-го раунда Леду удалась удачная атака и смог нанести силовой удар, который достиг цели, после чего Форман раскрылся и оба боксера произвели обмен ударами. В начале 2-го раунда Леду предпринял ряд безуспешных атак, вследствие чего Форману активно приходилось работать левым джебом, тем самым отгоняя от себя Скотта. В конце 2-го раунда Форман пошел в атаку. В ходе размена ударами ему удалось несколько раз потрясти Скота, вследствие чего у Леду пошла кровь из носа. Форман прижал его к канатам и произвел еще ряд ударов. В конце 2-го раунда самочувствие Леду ухудшилось и он во время одного из клинчей упал на канвас, после чего публика в зале недовольно загудела, а судья был вынужден провести небольшую беседу со Скоттом после того как он поднялся. В начале 3-го раунда Леду действуя по прежнему 1-м номером неизменно пытался атаковать, но увлекшись очередной атакой пропустил ряд ударов Формана, которые достигли цели, после чего Скотт заметно поплыл. В середине раунда оба боксера раскрылись и вступили в открытый бой. Леду выкидывал большое количество ударов, которые главным образом приходили по защите Формана и в то же время вследствие усталости стал много пропускать. В конце 3-го раунда Леду уже еле держался на ногах. За несколько секунд до окончания раунда он пропустил еще несколько ударов от Формана, в том числе правый апперкот, после чего рухнул на канвас. Форман одержал победу техническим нокаутом, а Леду потерпел 3-е поражение подряд.
Нокатиуровав начинающего боксера Рокки Бентли во 2-м раунде после поражения от Формана, Леду в феврале 1977 года встретился с Джонни Бодро, который имел неплохой послужной список. Бодро имел за плечами 21 бой и 19 побед, но почти все свои поединки он провел со слабыми или начинающими боксерами. Во время боя с Бодро, Скотт Леду сумел потрясти его в первых раундах, вследствие чего в 3-м раунде Бодро побывал в нокдауне, но успел подняться на счет 10. В оставшихся раундах боя, Джонни Бодро ушел в глухую оборону, но Леду свой успех развить не сумел. По окончании 8-раундов победителем с небольшим преимуществом был объявлен Джонни Бодро, что вызвало негодование публики, Скотта Леду и большинства независимых экспертов, которые посчитали что во время поединка Леду явно превзошел соперника в количестве точных ударов, в агрессивности и мастерстве. После окончания боя, Скотт Леду перепрыгнул через канаты ринга и направился в зал, где находился телерепортер Говард Козелл, который брал интервью у Бодро. Леду попытался ударить Бодро по лицу, после чего между боксерами, их тренерами и менеджерами началась потасовка. После восстановления порядка, Леду и его менеджер Джо Дашкевич обвинили ряд промоутеров, в том числе Дона Кинга в организации договорных поединков, результат которых, в том числе в бое между Леду и Бодро был предопределён заранее. Команда Скотта Леду потребовала, чтобы атлетическая комиссия штата Мэриленд отменила решение в пользу победы Джонни Бодро. Впоследствии Леду извинился перед общественностью за свое поведение, которое он продемонстрировал после окончания боя, а Дон Кинг заявил, что Леду в частном порядке извинился перед ним. Несмотря на одержанную таким образом победу, карьера Джонни Бодро после победы над Скоттом пошла на спад. После победы над Скоттом, Бодро провел еще 5 боев, во время которых потерпел 4 поражения, после чего завершил карьеру и ушел из бокса.
После поражения Леду провел два боя со средними боксерами, в которых одержал победы нокаутом и снова вышел на ринг против Дуэна Бобика за титул чемпиона штата Миннесота в тяжелом весе. На этот раз Леду выглядел хуже чем в первом бою между ними. Более быстрый и техничный Бобик постоянно атаковал, вследствие чего нокаутировал Леду в 8-м раунде 10-раундового боя.
Проиграв Бобику, через три месяца, в октябре 1977 года Скотт встретился с молодым и небитым Леоном Спинксом, который находился на пике своей карьеры. Несмотря на то, что Спинкс проводил всего лишь свой 6-й поединок в карьере, в бою с Леду он продемонстрировал неплохой потенциал и был близок к победе. По окончании 10 раундов судьи дали спорную ничью. После боя со Спинксом Леду покинул бокс на 11 месяцев, а Леон Спинкс через четыре месяца после боя со Скоттом одержал сенсационную победу над Мухамедом Али и завоевал титул чемпиона мира по версии «WBC».
Очередной свой поединок Скотт Леду провел в сентябре 1978 года. Его соперником стал Билл Шарки, который имел репутацию неплохого бойца. В своем активе он имел 20 боев, 18 из которых он выиграл и 2 поражения, одно из которых он потерпел от Уивер, Майк|Майка Уивера, который на тот момент находился на пике своей карьеры. Бой Шарки-Леду продолжался все отведенные 10 раундов, по окончании которых судьи дали спорную ничью. В период с октября 1978 года по февраль 1979 года Леду провел четыре боя с начинающими или со слабыми боксерами, во всех которых одержал победы нокаутом, после чего встретился с Роном Лайлом, который в своем активе имел чемпионский бой против Мохамеда Али, победы над Джо Багнером, Эрни Шейверсом и два поражения по очкам от Джимми Янга. В это время Леду находился на пике своей карьеры и занимал 10-ю позицию в рейтинге WBC.
В бою с Лайлом Скотт выбрал правильную тактику. Он постоянно отгонял Лайла к канатам своими джебами, после чего обрушивал на него град ударов. В 3-м раунде Леду удалось послать Рона Лайла в нокдаун, но он быстро встал и дотянул до спасительного гонга обильно клинчуя. В середине боя Лайл ушел в глухую оборону, периодически удачно контратакуя. Скотт Леду выкидывал по Лайлу огромное количество ударов и был близок к победе, но для победы этого не хватило. По окончании 10 раундов решением двух из трех судей победа с преимуществом в один раунд была присуждена Лайлу. После досадного поражения, а августе 1979 года Леду вышел на ринг против бывшего чемпиона, известного боксера Кена Нортона, который имел в своем активе победу над Мухамедом Али и поражение по очкам от Ларри Холмса. В бою с Нортоном, Скотт Леду сумел выбрать правильную тактику. Действуя вторым номером, Леду отдал инициативу Нортону, который на протяжении первых шести раундов доминировал в бою. В 3-м раунде Нортону удалась отличная комбинация, в ходе которой он сумел достать голову Леду левым кроссом, однако Скотт не потерял самообладание и не дал Нортону развить успех. Прекрасно действуя в защите, большую часть поединка Скотту удавалось не подпускать к себе Нортона. Он обильно работал джебом и периодически наносил удачные силовые удары, один из которых в 5-м раунде заставил Нортона снизить активность. Под конец боя Нортон заметно устал. В восьмом раунде Леду проведя удачную комбинацию, прижал бывшего чемпиона к канатам и начал методично избивать. Девятый раунд прошел с обилием атак Скота, которые Нортон избегал посредством клинчей. В конце раунда Леду снова прижал Нортона и сквозь перчатки Кена провел сильнейший правый кросс в голову Нортону, от последствий которого его сильно зашатало. В 10 раунде Леду провел спуртовую атаку, в результате которой Нортон дважды побывал в нокдауне. После второго падения, за 30 секунд до окончания боя, он еле держался на ногах, но от нокаута его спас гонг. По окончании боя судья дали спорную ничью, часть экспертов учитывая два нокдауна Нортона, посчитали что Скотт Леду победил.
В ноябре того же года Скотт провел бой с Майком Уивером. Уивер на тот момент находился на пике своей формы, вследствие чего победил в бою по очкам с разгромным счетом. В марте 1980 года Леду вышел на ринг против небитого, но малоизвестного Марти Монро. Для Марти Скотт был первым серьезным соперником в карьере и проверку на прочность он не выдержал. Леду избивал Монро весь поединок и в конечном итоге победил в бою по очкам с разгромным счетом. Карьера Марти Монро после этого поражения пошла на спад.

#### Чемпионский бой против Ларри Холмса
Через несколько дней после победы над Монро, Леду был объявлен претендентом на титул чемпиона мира по версии WBC против действующего чемпиона Ларри Холмса. Бой прошел 27 июля 1980 года на спортивной арене «Metropolitan Sports Center», расположенной в городе Блумингтон. Чемпион имел преимущество в росте и размахе рук, благодаря чему Леду мало что мог противопоставить более техничному Холмсу. Ему не удавалось подобраться к Холмсу, в то время как Холмс раз за разом проводил успешные атаки, побеждая в каждом раунде. В 7-м раунде Леду раскрылся и пошел в открытый бой против Холмса, но в ходе обмена ударов Холмс продемонстрировал более лучшую защиту и нокаутировал Скотта в 7-м раунде. Скотт леду потерпел 9-е поражение в карьере, но пик его известности пришелся на эти годы.

#### 1980—1983
После поражения от Холмса, Скотт одержал две победы в боях с начинающими боксерами, после чего в декабре 1981 года вышел на ринг против небитого Грега Пейджа. Уже в первом раунде Леду пропустил от Пейджа сильнейший правый кросс, после чего заметно поплыл и ушел в глухую оборону. Во 2-м раунде Леду оказался в нокдауне. Он сумел подняться на счет 10, но его сильно шатало, после чего Пейдж принялся методично его избивать. На протяжении последующих 2 раундов Скотт Леду еще дважды оказывался в нокдаунах. После 3-го падения в 4-м раунде судья остановил бой, присудив Грегу победу техническим нокаутом.
Проиграв Пейджу, Леду нокаутировал дебютанта Стива Санчеза во 2-м раунде, после чего отправился в Южную Африку, где в марте 1982 года встретился с сильным южноафриканским тяжеловесом Джерри Кутзее, который занимал 5-ю позицию в рейтинге «WBA» на тот момент. С самого начала поединка южноафриканец доминировал. В 4-м раунде в результате успешной комбинации, Кутзее удалось серьезно потрясти левым кроссом Леду, в результате чего у него появилось рассечение под левым глазом, из-за последствий которого он ушел в оборону, начал много пропускать и был нокаутирован в 8-м раунде.
После поражения от южноафриканца, Скотт отправился в Канаду, где в сентябре того же года вышел на ринг против малоизвестного канадского тяжеловеса Гордона Расетте. В близком бою с обилием клинчей, канадцу удалось перестучать Леду, вследствие чего по прошествии 10 раундов победителем раздельным решением судей с преимуществом в один раунд был объявлен Расетте. Проиграв кнандцу, Скотт Леду провел четыре боя с начинающими боксерами, в которых одержал 4 победы, после чего отправился в Англию, где в марте 1983 года встретился с небитым, молодым и перспективным тяжеловесом Фрэнком Бруно. Британец оказался сильнее Леду и уже в первых раундах сумел несколько раз потрясти Скотта. Из-за рассечения левого глаза и сильного кровотечения Леду отказался от продолжения боя по окончании 3-го раунда. После этого поражения Скотт Леду ушел из бокса окончательно.

## После бокса
После завершения спортивной карьеры Скотт Леду некоторое время работал спортивным аналитиком на американском кабельном спортивном телевизионном канале «ESPN», а также стал членом состава атлетической комиссии штата Миннесота, где он работал до начала 2000-х, когда комиссия была распущена тогдашним губернатором штата Джесси Вентурой. В этот период Леду вместе со своей второй женой проживал в городе Андовер, где в начале 2000-х годов занялся общественной работой. В частности Скотт участвовал в успешной кампании по сбору средств на строительство общественного центра. Впечатленные его работой, жители города призвали его баллотироваться на государственные должности. В 2004 году Скотт Леду выставил свою кандидатуру и был впоследствии избран в совет администрации округа Анока, где он занимал различные административные должности до 2010 года, когда из-за проблем со здоровьем вынужден был уйти в отставку. В период работы на административных должностях Скотт Леду заработал хорошую репутацию. Он внес большой вклад в создание линий пригородных железных дорог, в создание нового Центра общественной безопасности округа Анока и в создание судебно-медицинской лаборатории округа, которая была построена и начала свою работу на территории Андовера.

## Личная жизнь
Будучи студентом Миннесотсткого университета Скотт леду познакомился с девушкой по имени Сэнди, которая в 1969 году стала его женой и впоследствии родила ему двух детей. В конце 1970-х у жены Леду начались проблемы со здоровьем. У нее был диагностировано онкологическое заболевание. В результате многолетнего лечения семья Скотта в середине 1980-х начала испытывать финансовые трудности, благодаря чему он влез в долги. В этот период он входил в состав национального совета директоров фонда «Make-A-Wish Foundation» и был почетным председателем «Американского онкологического общества». После смерти жены в 1989 году, Скотт Леду женился во второй раз, но его вторая жена страдала алкогольной зависимостью и умерла после развода с ним в 1997 году. Третья жена Скотта Леду, на которой он женился в 1997 году, также как и Скотт занималась общественной деятельности. В ноябре 2010 года, после отставки мужа, Кэрол Леду с целью продолжить его дело также была избрана в совет администрации округа Анока (округ).

## Смерть
В конце 2000-х у Скотта Леду начались проблемы со здоровьем. У него был диагностирован боковой амиотрофический склероз, от последствий которого он умер 11 августа 2011 года в городе Кун-Рапидс (штат Миннесота)